# Nationaal Park Beneden-Kama
Nationaal Park Beneden-Kama of Nationaal Park Nizjnjaja Kama (Russisch: Национальный парк «Нижняя Кама»; Tataars: «Түбән Кама» милли паркы) is een nationaal park gelegen in het noordoosten van de republiek Tatarije in Europees Rusland. De oprichting tot nationaal park vond plaats op 20 april 1991 per decreet (№ 223/1991) van de Raad van Ministers van de Russische SFSR. Nationaal Park Beneden-Kama heeft een oppervlakte van 266,01 km², verdeeld over vier clusters.

## Kenmerken
Nationaal Park Beneden-Kama ligt aan de benedenloop van de rivier Kama en haar zijrivieren. Belangrijke biotopen in het nationaal park zijn dennen-, sparren- en gemengde bossen, alsook bossteppeachtige terreinen, uiterwaarden, hooilanden en hoefijzermeren. In deelgebied "Bolsjoj Bor" (Большой Бор), zijn zeer oude, nagenoeg onaangeraakte dennenbossen te vinden. Grove dennen ouder dan 150 jaar zijn er niet zeldzaam. Andere belangrijke bosvormende soorten zijn de fijnspar (Picea abies), Siberische zilverspar (Abies sibirica), Noorse esdoorn (Acer platanoides), zomereik (Quercus robur), winterlinde (Tilia cordata). De Siberische zilverspar bevindt zich ter hoogte van Nationaal Park Beneden-Kama op de zuidgrens van zijn areaal.

## Flora en fauna
In Nationaal Park Beneden-Kama zijn ongeveer 650 soorten vaatplanten, ongeveer 100 soorten korstmossen en meer dan 50 soorten mossen vastgesteld. Op de Russische rode lijst van bedreigde soorten staan onder meer Stipa pennata, rood bosvogeltje (Cephalanthera rubra) en kapjesorchis (Neottianthe cucullata).
Interessante diersoorten in het nationaal park zijn bijvoorbeeld de eland (Alces alces), bever (Castor fiber), otter (Lutra lutra), zeearend (Haliaeetus albicilla), zwarte wouw (Milvus migrans), wolgazander (Sander volgensis), sterlet (Acipenser ruthenus) en brasemblei (Ballerus ballerus).